# Grant Fuhr
Grant Scott Fuhr, född 28 september 1962 i Spruce Grove, Alberta, är en kanadensisk före detta ishockeymålvakt i NHL. 
Fuhr valdes som åttonde spelare totalt av Edmonton Oilers i NHL-draften 1981. I Oilers spelade han 10 säsonger och vann fem Stanley Cups. 1987 vann han 40 matcher och spelade i All-Star-matchen. 1988 vann han Vezina Trophy som NHL:s bäste målvakt. Fuhr spelade även i Calgary Flames, Buffalo Sabres, Los Angeles Kings, St. Louis Blues och Toronto Maple Leafs. Fuhr stängdes från spel av NHL i slutet av sin karriär då han hade missbrukat olika substanser.
2004 blev Fuhr anlitad av Phoenix Coyotes som målvaktstränare.